# Maluga
Maluga ist ein Verwaltungsbezirk (englisch Ward) des Distrikts Iramba in der tansanischen Region Singida.

## Geografie
Maluga ist ein Bezirk im nördlichen Zentralteil von Tansania etwa 40 Kilometer Luftlinie nordwestlich der Regionshauptstadt Singida. Der Bezirk grenzt im Norden an Kinempanda, im Osten an Kinyangiri und Tumuli, im Süden an Mbelekese und im Westen an Kyengege. Bei der Volkszählung 2022 lebten 8857 Menschen in 1534 Haushalten auf einer Fläche von 86 Quadratkilometern.

## Gliederung
Der Bezirk besteht aus zwei Gemeinden (swahili Mtaa) mit neun Orten (Kitongoji):
| Ng'ang'uli - Iketo - Ng'ang'uli - Masunkune | Maluga - Mitunduruni - Nkulusi - Maluga - Mitulu - Masangu - Kona |